# 超!A&Gミュージック+TV
『超!A&Gミュージック+TV』（ちょうエーアンドジーミュージックプラスティービー）は、2009年3月2日から2011年9月23日まで文化放送超!A&G+で放送されていた簡易動画付きラジオ番組。

## 放送概要

### パーソナリティ
| 期    | 放送期間                        | パーソナリティ | パーソナリティ | パーソナリティ | パーソナリティ | パーソナリティ    | 備考 |
| 期    | 放送期間                        | 月             | 火             | 水             | 木             | 金                | 備考 |
| ----- | ------------------------------- | -------------- | -------------- | -------------- | -------------- | ----------------- | --- |
| 第1期 | 2009年03月02日 - 2009年09月25日 | 藤田由美子     | 徳重洋子       | 赤﨑千夏       | 内山美穂       | 下田屋有依        | 藤田は超!A&Gミュージック+30（日）からの移動・リニューアル 赤﨑は超!A&Gミュージック+ 水曜日から引き続き担当 |
| 第2期 | 2009年10月05日 - 2010年03月19日 | 松尾まどか     | 青木瑠璃子     | 原紗友里       | 田口香織       | 浜崎奈々 佐藤花梨 | |
| 第3期 | 2010年04月05日 - 2010年09月24日 | 大久保英恵     | 井澤詩織       | 原紗友里       | 三上枝織       | 浜崎奈々 佐藤花梨 | OToGi8メンバー（佐藤以外）                                                                                 |
| 第4期 | 2010年10月04日 - 2011年03月25日 | 田中真奈美     | 納富ももこ     | 林沙織         | 名賀亜美       | 篠本綾菜          | |
| 第5期 | 2011年04月04日 - 2011年09月23日 | 納富ももこ     | 林沙織         | 篠本綾菜       | 田中真奈美     | 名賀亜美          | 第4期より担当曜日変更                                                                                      |

### 放送時間

#### 本放送
- 2009年3月2日 - 2009年3月6日（月1回更新）
  - 月曜日 - 金曜日 16:00 - 17:00
- 2009年4月6日 - 2011年3月25日（月2回更新）
  - 月曜日 - 金曜日 17:00 - 18:00
- 2011年4月4日 - 2011年9月23日（月2回更新）
  - 月曜日 - 金曜日 18:00　-　19:00

#### リピート放送
- 2009年3月2日 - 2009年3月6日本放送分
  - 月曜日分：火曜日 6:00 - 7:00、土曜日 24:00 - 25:00
  - 火曜日分：水曜日 6:00 - 7:00、土曜日 25:00 - 26:00
  - 水曜日分：木曜日 6:00 - 7:00、日曜日 24:00 - 25:00
  - 木曜日分：金曜日 6:00 - 7:00、月曜日 14:00 - 15:00
  - 金曜日分：土曜日 6:00 - 7:00、月曜日 15:00 - 16:00
- 2009年4月6日 -  2009年9月25日本放送分
  - 月曜日分：火曜日 7:00 - 8:00、土曜日 24:00 - 25:00
  - 火曜日分：水曜日 7:00 - 8:00、土曜日 25:00 - 26:00
  - 水曜日分：木曜日 7:00 - 8:00、日曜日 22:00 - 23:00
  - 木曜日分：金曜日 7:00 - 8:00、日曜日 23:00 - 24:00
  - 金曜日分：日曜日 24:00 - 25:00、月曜日 7:00 - 8:00
- 2009年10月5日 - 2011年3月25日本放送分
  - 月曜日分：月曜日 26:00 - 27:00、火曜日 7:00 - 8:00
  - 火曜日分：火曜日 26:00 - 27:00、水曜日 7:00 - 8:00
  - 水曜日分：水曜日 26:00 - 27:00、木曜日 7:00 - 8:00
  - 木曜日分：木曜日 26:00 - 27:00、金曜日 7:00 - 8:00
  - 金曜日分：金曜日 26:00 - 27:00、月曜日 7:00 - 8:00
- 2011年4月4日本放送分 - 9月23日本放送分
  - 月曜日分：月曜日 27:00 - 28:00、火曜日 7:00 - 8:00
  - 火曜日分：火曜日 27:00 - 28:00、水曜日 7:00 - 8:00
  - 水曜日分：水曜日 27:00 - 28:00、木曜日 7:00 - 8:00
  - 木曜日分：木曜日 27:00 - 28:00、金曜日 7:00 - 8:00
  - 金曜日分：金曜日 27:00 - 28:00、月曜日 7:00 - 8:00

※ 起点曜日である月曜が第5週目まである場合、該当週は月2回目更新分をリピート放送

### テーマソング
テーマソングは、各曜日で異なっている。月曜日は超!A&Gミュージック+30と同じテーマソングを使用している。なお、第3期においては、3期メンバーが参加した、OToGi8の曲が使われた。
- 第3期
  - 2010年8月2日 - 9月24日
    - カラフル☆DRIVE/OToGi8

## コーナー
月曜日（第4期 火曜日より移動）
めざせ!納富ライブイベントへの道
（第4期火曜日 第10回 2011年2月23日 - ）
単独ライブを目指す納富が、テーマに沿った曲を披露。評価ポイントを元にリスナーが評価する。
ももこの牛乳クイズ
納富が毎回、牛乳に関するクイズに答える。ポイントをためて100ポイントためると、牛乳を飲むことができる。

火曜日（第4期 水曜日より移動）
大人の滑舌トレーニング
林が、滑舌をよくするためのトレーニングに挑戦する。
ダーティー・ウンピー
汚れな部分を見せない林が汚れなことに挑戦する。
林沙織のおすすめムービー
毎回、映画好きの林が、お勧め映画を1作品紹介する。

水曜日（第4期 金曜日より移動）
そうだったのか!彩菜の知ったかトレンドショー
（第4期金曜日 第12回 2011年3月25日 - ）
篠本が知ったかぶり精神を発揮し、最新トレンドを紹介する。
アヤマス
（第4期金曜日 第9回 2011年2月11日 - 第5期水曜日 第14回 2011年4月20日）
どっちのコーナーショーからのレギュラーコーナー化
アイドル声優になるため、アイドルが陥るトラブルに対する対応に、篠本が挑戦する。篠本の対応に対しオーディエンス（スタッフ）が判定する。
もしも、篠本綾菜が魔法の呪文をとなえたら。略して、もしあや!
（第15回 2011年5月4日 - ）
リスナーから寄せられた魔法の呪文を唱え、呪文にどんな効果があるか、実証していく。

木曜日（第4期 月曜日より移動）
キャラがまなみん迷走中
「芸術のお時間」でキャラが迷走した田中が、リスナーから寄せられたキャラになりきって、さまざまなことに挑戦する。
ひろしまなみん帰省中
リスナーから寄せられたセリフを広島弁っぽく直訳する。

金曜日（第4期 木曜日より移動）
名賀亜美のもっと聞いてよ!
第4期木曜日の「 - ちょっと聞いてよ!」に引き続き、名賀がお勧めの作品を紹介する。
名賀亜美のちょっと教えてよ!
リスナーにマニアな事について教えてもらう。

## ゲスト

### 第1期
- 水曜日
  - 第4回（2009年5月6日）飯塚雅弓
  - 第5回（2009年5月20日）Cyua
- 木曜日
  - 第8回（2009年7月9日）下田屋有依
- 金曜日
  - 第7回（2009年6月19日）ささきのぞみ
  - 第8回（2009年7月10日）内山美穂
  - 第10回（2009年8月7日）藤田由美子
  - 第12回（2009年9月11日）山田麻沙子、松尾まどか、吉田佳那子

### 第2期
- 月曜日
  - 第6回(2009年12月21日) 山田麻沙子
- 水曜日
  - 第3回（2009年11月4日）赤﨑千夏　※原と事務所で同期、バースデーサプライズゲストとして出演
  - 第11回（2010年3月3日）赤﨑千夏、青木瑠璃子
- 金曜日
  - 第11回（2010年3月5日）吉成由貴

### 第3期
水曜、金曜日は第2期からの通算回数
- 火曜日
  - 第4回（2010年5月18日）吉田沙織
- 水曜日
  - 第21回（2010年8月4日）浜崎奈々
- 木曜日
  - 第3回（2010年5月6日）本多陽子
- 金曜日
  - 第23回（2010年9月10日）原紗友里

### 第4期
- 月曜日
  - 第10回（2011年2月21日）にゃんたぷぅ、滑川恭子、倉富亮、島形麻衣奈
- 火曜日
  - 第6回（2010年12月21日）篠本綾菜
  - 第10回（2011年2月22日）島村渚、加藤友脩、保世雄一
- 水曜日
  - 第3回（2010年11月3日） 長沢美樹
  - 第10回（2011年2月23日）関智一
- 木曜日
  - 第7回（2011年1月6日） 名賀の母親
  - 第10回（2011年2月24日）三上枝織、千葉比呂衣、吉田佳那子
  - 第12回（2011年3月24日） 名賀の母親
- 金曜日
  - 第8回（2011年1月21日）納富ももこ
  - 第10回（2011年2月25日）西野早稀、天野翔太、大家佑翔

### 第5期
- 月曜日
  - 第15回（2011年5月16日）篠本綾菜
- 火曜日
  - 第19回（2011年7月19日）藤田由美子
  - 第20回（2011年8月2日）七瀬亜深
  - 第21回（2011年8月16日）田中真奈美
- 水曜日
  - 第15回（2011年5月18日）納富ももこ
- 木曜日
  - 第21回（2011年8月18日）林沙織
- 金曜日
  - 第23回（2011年9月23日）名賀の母親

## エピソード
- 初回の放送時間が夕方5時（17時）と言う時間帯と言う事もあり、基本的な挨拶としては「こんにちは」を使用するが、日没の時間[4]によっては「こんばんは」を使用する事もある。なお、第3期火曜日担当の井澤詩織は普段から使用している「おはようございます」[5]を、第2期・第3期水曜日担当の原紗友里は1回目のリピート放送が深夜放送である事を意識しているためか「こんばんは」を全体的な挨拶として用いている。
- 火曜日の井澤担当回（初回放送年月日失念）の「ウザワシオリの飲み会で使える話」において、「朝の挨拶である『おはようございます』は、元々の意味である『お早くお起きになりましてご健康おめでとうございます』と言う言葉が簡略化されたものである」[6]と言うエピソードを紹介したところ、次の更新回でリスナーから寄せられたいくつかのメールの冒頭に前述の挨拶があったため、井澤は「ありがとうございます」と即座に反応していた。
  - 火曜日第3期の最終回（初回放送：2010年9月21日）において同じ旨のメールが紹介された際、井澤は前述のフレーズについて「このフレーズ流行らせたかったね」と感慨深げに漏らしていた。

### 番組間での交流
番組では、各番組パーソナリティ間での交流が積極的に行われている。
- 第1期
  - 第8回更新分では、木曜担当の内山と、金曜担当の下田屋が、互いの番組にゲスト出演した。
  - 火曜日第10回更新分では「-突撃東京リポート」の取材に、徳重が気になっている水曜担当の赤崎を誘った。
  - 金曜日第10回更新分では下田屋と同じ事務所で、A&Gアカデミーでも先輩にあたる、月曜担当の藤田をゲストに迎えた。
- 第2期
  - 水曜日第3回更新分では原と同事務所である、前水曜日担当の赤崎をサプライズゲスト出演した。
  - 水曜日第12回更新分では、赤崎に加え火曜担当の青木をゲストに呼び、ポケモン対決を行った。
- 第3期
  - メールマガジン「超!A&G Express」内で交換日記を実施している。
  - 「OToGi8」の活動を通してパーソナリティ間の交流を深めている。
  - 水曜担当の原と、金曜担当の浜崎は相互にゲスト出演している。
- 第4期
  - メールマガジン「超!A&G Express」内で交換日記を実施している。
  - 水曜日第3回更新分で火曜日パーソナリティの納富からのメールが紹介された。

#### OToGi8
OToGi8（おとぎエイト）は超!A&Gミュージック+TV第3期メンバーとアフィリア・サーガ・イーストのメンバー3人で結成されたユニット。テレビアニメ『オオカミさんと七人の仲間たち』のエンディングテーマ「赤頭巾ちゃん御用心」を歌う。
- メンバー
  - 大久保英恵
  - 井澤詩織
  - 原紗友里
  - 三上枝織
  - 浜崎奈々
  - ルイズ（アフィリア・サーガ・イースト）
  - ユカフィン（アフィリア・サーガ・イースト）
  - ミク（アフィリア・サーガ・イースト）
- ディスコグラフィ
  - 「赤頭巾ちゃん御用心」（2010年8月11日発売、ビクターエンタテインメント VTCL-35094）

## 関連番組

### OToGi8に御用心
OToGi8に御用心（おとぎエイトにごようじん）は2010年7月5日から9月27日までデジタルラジオ超!A&G+で放送されていた「OToGi8」のラジオ番組である。原則として事前収録による音声のみの番組ではあるが、週によっては動画対応となる場合もあった。提供スポンサーはflying DOG。
放送時間
- 2010年7月5日 - 9月27日
- 毎週月曜日 22:00 - 22:30（リピート放送：火曜日 10:00 - 11:00）

コーナー
間違え探しストーリー おとぎ話に御用心
毎回、世界のおとぎ話をパーソナリティが朗読。朗読しながら、物語中の3つの間違いを探し当てていく。正解数が少ない者は、物語にちなんだ罰ゲームとなる。

エピソード
- 第1回放送分ではCDのジャケット撮影スタジオから放送。メンバーの自己紹介や楽曲紹介とともに文化放送メディアプラスホールでの記者発表の模様などが放送された。　

| 超!A&G+ 月曜22:00 - 22:30                               | 超!A&G+ 月曜22:00 - 22:30                 | 超!A&G+ 月曜22:00 - 22:30                                                                     |
| 前番組                                                  | 番組名                                    | 次番組                                                                                        |
| ------------------------------------------------------- | ----------------------------------------- | --------------------------------------------------------------------------------------------- |
| 青山二丁目 太まん飯店 →文化放送 金曜25:00 - 25:30に移動 | OToGi8に御用心 （2010年7月5日 - 9月27日） | 井口裕香のむ〜〜〜ん⊂（ ＾ω＾）⊃ ※22:00 - 23:00 - 2010年10月4日放送開始。簡易動画つき生放送。 |

## 特番による休止
- 2009年8月30日の水曜・木曜・金曜リピート放送分は特別番組「超!A&Gショップpresents2009夏総決算!A&Gリクエスト対決〜めざせ第1党」放送のため休止（24:30 - 25:00は「アクターズゲート ホプステ//10せんち」を3時間繰り下げ放送）
- 2010年3月26日の金曜17時放送分は「超!A&G+スペシャル『堀江美都子 40th Anniversary SP〜ENCORE〜』」の1時間繰り下げ放送のため休止
- 2010年4月5日 - 9日と12日 - 16日の平日26時リピート放送分は「Say!You Young」放送のためリピート放送休止
- 2010年12月3日の26時リピート放送分は「なかよしグループおしゃべり会レディオ」放送のためリピート放送休止
- 2010年12月31日の26時リピート放送分は年越し特番「A&G TOSHIKOSHI MASTER GT-R」の特番生放送のためリピート放送休止

## 臨時編成によるリピート放送
- 2011年3月12日、「アニスパ!」・「こむちゃっとカウントダウン」の文化放送「東北地方太平洋沖地震報道特別番組」放送に伴う休止により、同日の本放送枠（21:00 - 24:00）および各番組のリピート枠の（13日6：00 - 8:00、15:00 - 18:00）の穴埋措置として、リピート放送を実施。番組放送中には、お断りテロップが表示されていた。